# 腺序点地梅
腺序点地梅（学名：Androsace adenocephala）为报春花科点地梅属下的一个种。

## 扩展阅读
- 維基物種上的相關：腺序点地梅